# Smólikas
El monte Smólikas (en griego: Σμόλικας; en arrumano: Smolcu) es una montaña de la unidad periférica de Ioánina, en el noroeste de Grecia. Con una altitud de 2637 metros sobre el nivel del mar, es la más alta de las montañas del Pindo, y la segunda montaña más alta de Grecia después del monte Olimpo. La montaña está formada por rocas ofiolíticas. Durante varios periodos del Pleistoceno, los circos y valles del norte y del este se cubrieron de glaciares. Los últimos glaciares de esta zona se retiraron hace unos once mil quinientos años. Está drenada por el río Aoos al sur, y por el río Vourkopotamo (un afluente del Sarantaporos) al norte. Hay un pequeño lago alpino llamado "Drakolimni Smolika" cerca de la cumbre, a unos 2.200 metros de altitud. Las cadenas montañosas cercanas son Tymfi al sur, Grammos al noroeste, Vasilitsa al sureste y Voio al noreste.

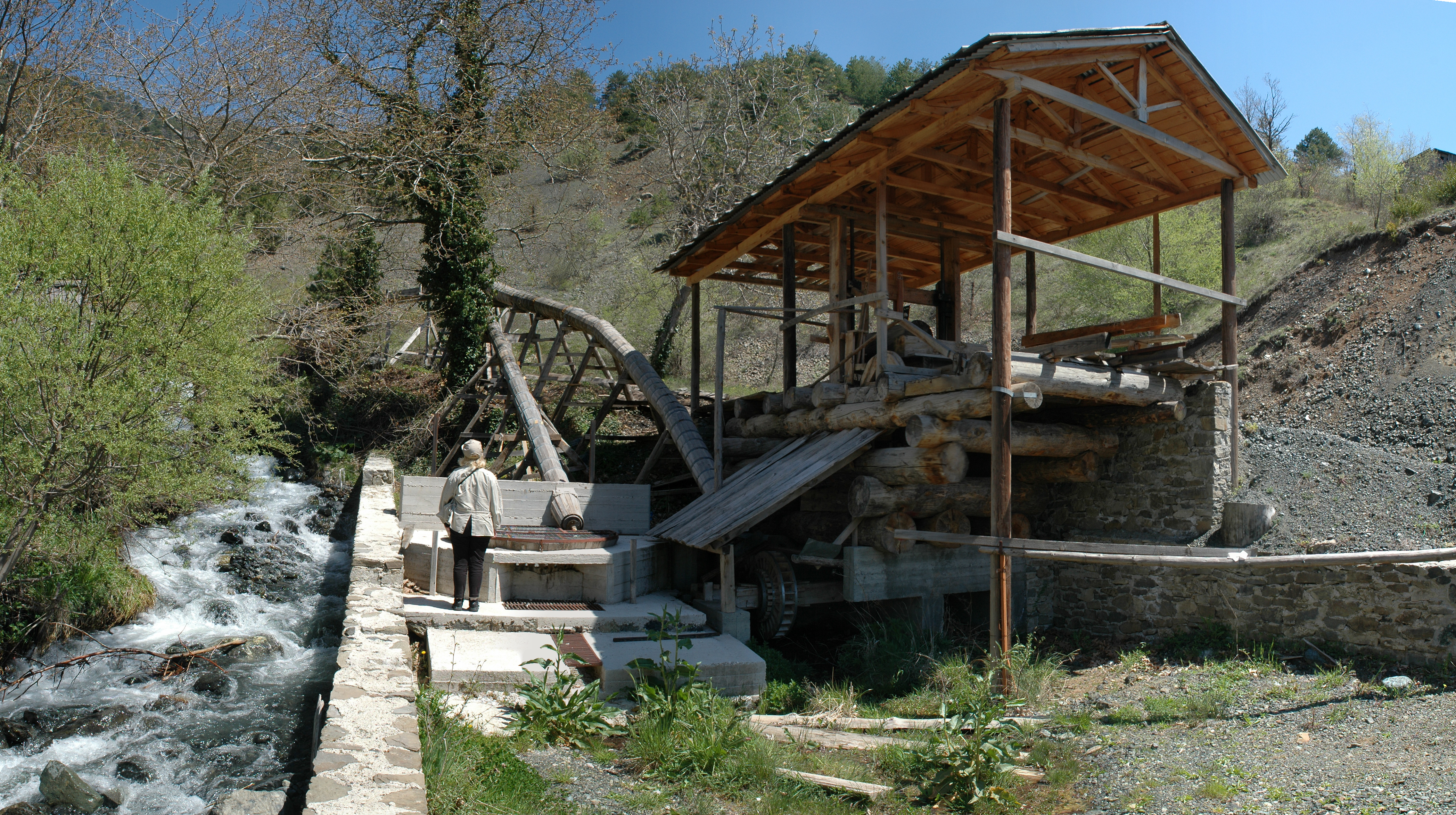
Un aserradero de agua en Armata.

Las elevaciones más altas, por encima de los 2000 metros, consisten en pastizales y rocas, y hay bosques de hoja caduca y de coníferas en las elevaciones más bajas. La montaña se encuentra en su totalidad en el municipio de Konitsa; los principales pueblos que la rodean son Agia Paraskevi, al norte, y Palaioselli, Pades y Armata, al sur. La ciudad de Konitsa se encuentra a 15 km al suroeste de Smolikas. La carretera nacional griega 20 (Kozani-Siatista-Konitsa-Ioannina) pasa al oeste de la montaña.